# ACE - Africa Coast to Europe
Africa Coast to Europe ou ACE est un système de câble sous-marin en fibres optiques desservant 24 pays de l'Europe, de la côte occidentale de l'Afrique et de l'Afrique du Sud, géré par un consortium de 20 membres.
Le câble ACE connecte plus de 450 millions de personnes, soit directement pour les pays côtiers, soit par des liaisons terrestres pour les pays enclavés comme le Mali et le Niger. ACE est aussi le premier câble sous-marin international à atterrir en Guinée équatoriale, en Gambie, en Guinée, au Liberia, en Mauritanie, à Sao Tomé-et-Principe et en Sierra Leone.
Des accords sont progressivement mis en place pour permettre l'arrivée d'autres opérateurs dans les pays situés sur le parcours du câble ACE.   
La Guinée-Bissau est le prochain pays qui sera connecté au câble sous-marin.
Le consortium ACE est constitué par les opérateurs de télécommunications et les pays membres ayant investi dans le projet pour un montant total de 700 millions de $, parfois avec le soutien financier de la Banque Mondiale. L'accord de consortium est signé le 5 juin 2010 et le 15 décembre 2012, ce câble en fibres optiques de 17 000 kilomètres de long est mis en service pour la première fois. La cérémonie officielle d'inauguration s'est tenue à Banjul (Gambie) le 19 décembre 2012.
Le câble de 4 à 5 cm de diamètre court à des profondeurs atteignant les 6 000 m sous le niveau de la mer. La capacité maximale de l'ensemble du système de 12.8 Tbps à la conception est augmentée à 20 Tbps.
La pose a été effectuée par les navires d'Alcatel Submarine Networks (ASN) et ceux d'Orange Marine.

## Le consortium de ACE

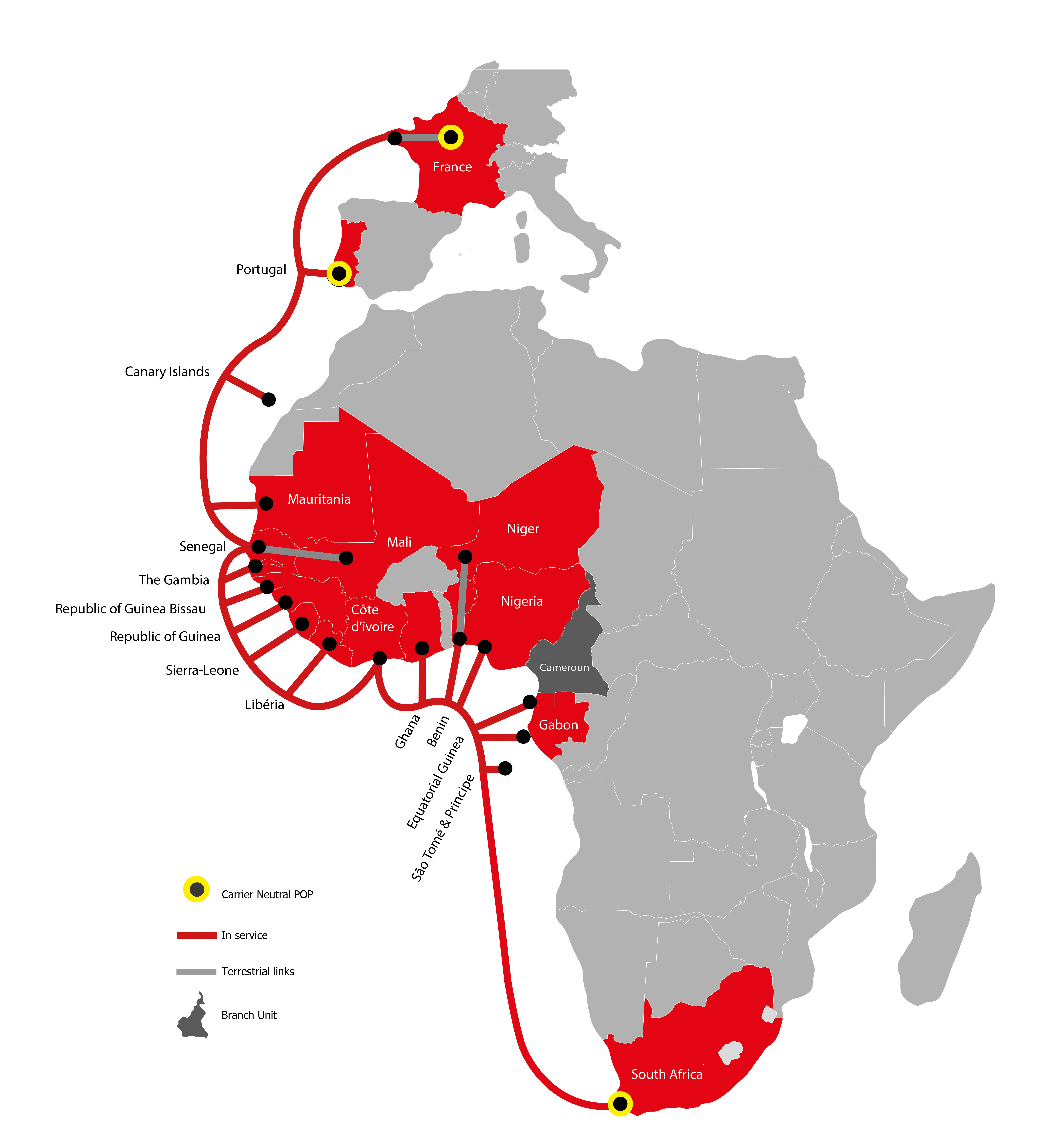
Carte Africa Coast to Europe 2023

Le Consortium ACE est constitué par les opérateurs de Télécommunications et les pays membres ayant investi dans le projet :
- ACE Gabon
- BAYOBAB
- Cable_Consortium_of_Liberia (en)
- Canalink
- Dolphin Telecom
- Gambia Submarine Cable
- Gestor de Infraestructuras de Telecomunicaciones de Guinea Ecuatorial (GITGE)
- GUILAB SA
- International Mauritania Telecom
- MEO
- Orange (France)
- Orange Cameroun
- Orange Côte d’Ivoire
- Orange Mali
- SALCAB
- SBIN
- SCGB
- Sonatel
- STP Cabo
- Zamani Télécom

## Parcours du câble
Segment 1
- France, à Penmarch
- Portugal, à Carcavelos
- Espagne, île de Tenerife
- Mauritanie, à Nouakchott
- Sénégal, à Dakar

Segment 2
- Sénégal, à Dakar
- Gambie, à Banjul
- Guinée-Bissau, à Suro (à venir)
- Guinée, à Conakry
- Sierra Leone, à Freetown
- Liberia, à Monrovia
- Côte d’Ivoire, à Abidjan

Segment 3
- Côte d’Ivoire, à Abidjan
- Ghana, à Accra
- Bénin, à Cotonou
- Nigeria,  à Lagos
- Cameroun, à Kribi
- Guinée équatoriale, à Bata
- Gabon,  à Libreville
- Sao Tomé et principe,à São Tomé

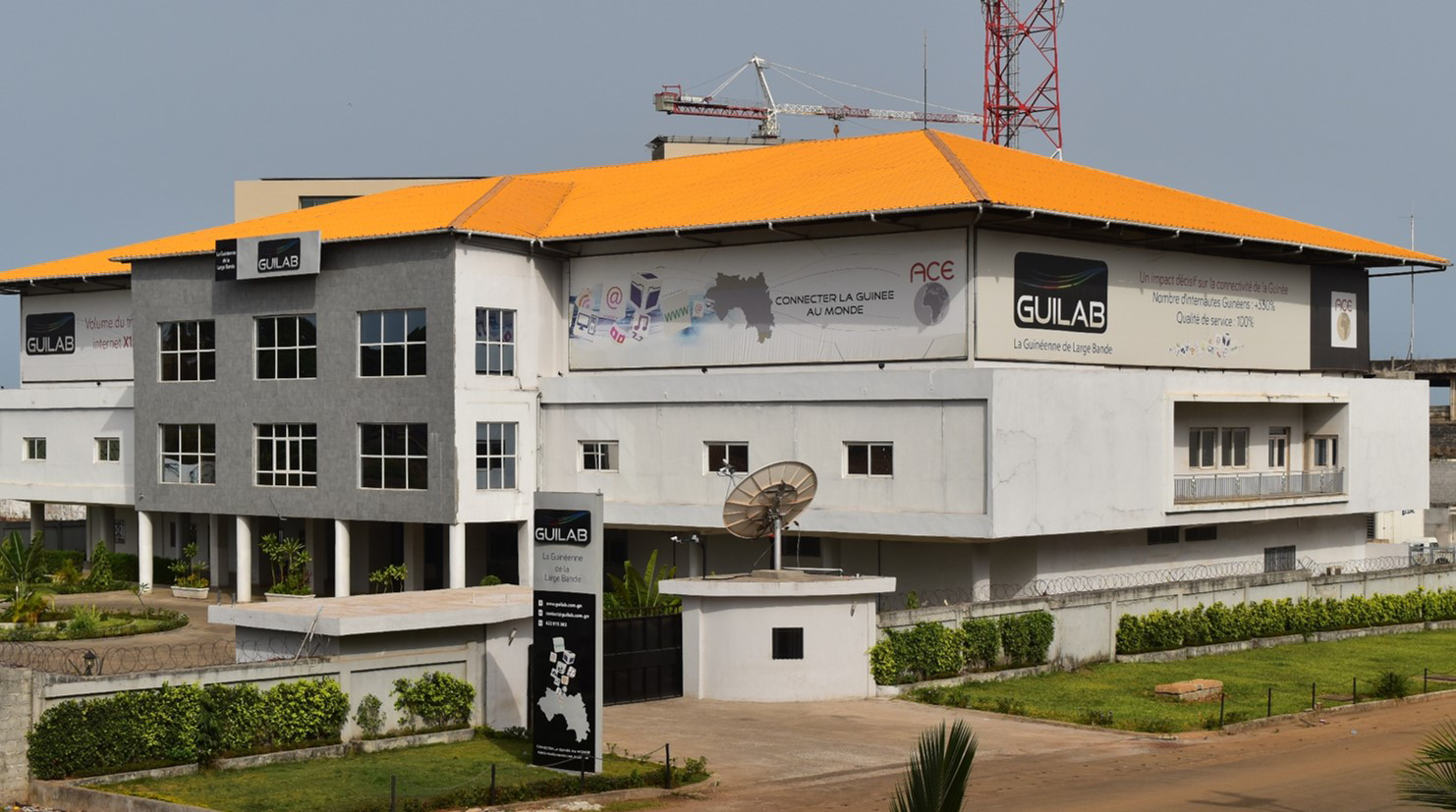
Station d'atterrissement GUILAB

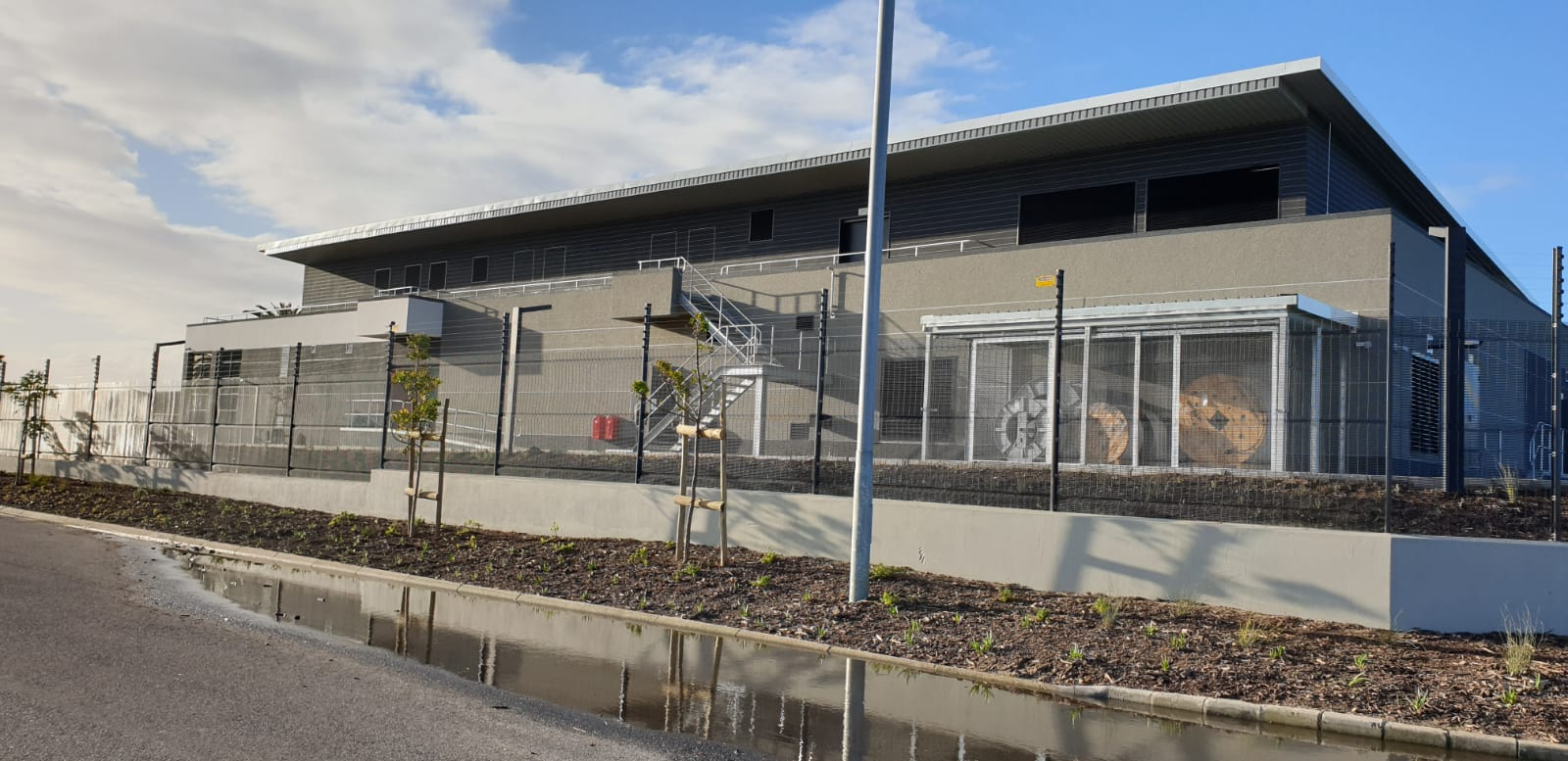
Station d'atterrissement de Duynefontein

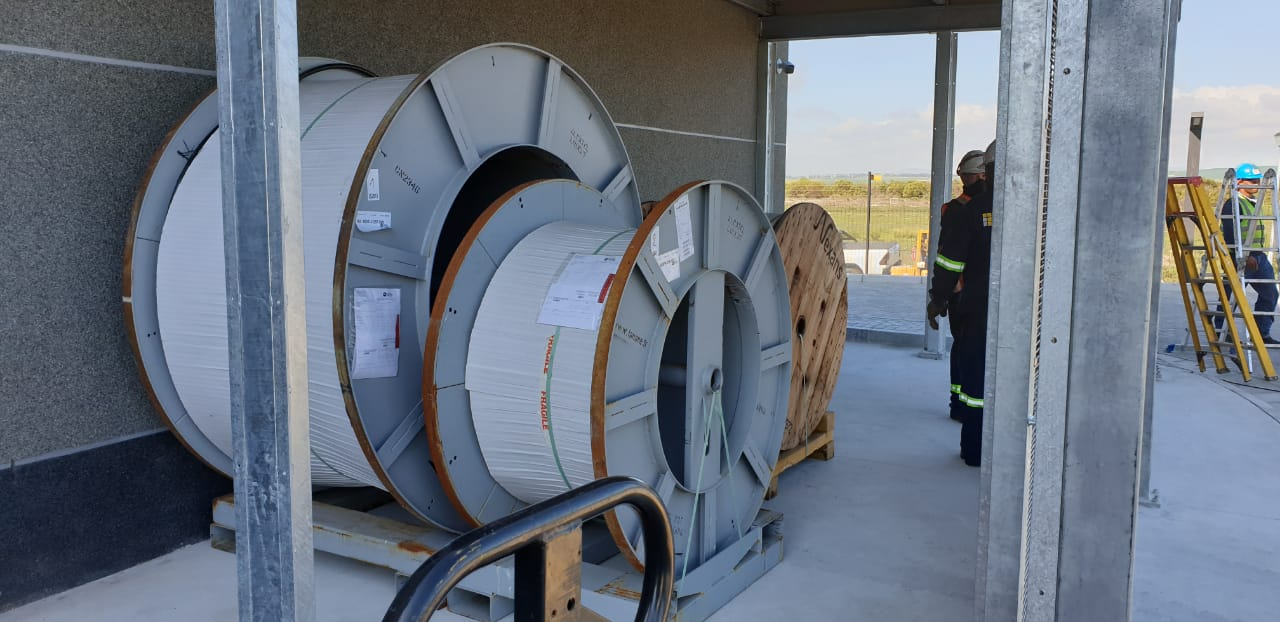
Station d'atterrissement de Duynefontein

Segment 4 (mise en service- 1 juin 2021)
- Afrique du Sud à Duynefontein

## Caractéristiques techniques
Long de 17 000 kilomètres, il est le seul câble qui relie, grâce à un système de fibres optiques à grande vitesse, 24 pays de l’Afrique de l’Ouest à l’Europe. Les membres du consortium de ACE s’organisent selon un concept d’accès global : plusieurs investisseurs financent une même station d’atterrissement. Enfin, le câble compte peu de pannes à son actif et sa technologie est à l’épreuve du temps.  
Les caractéristiques techniques sont les suivantes : 
- Connexion PoP-to-PoP fournissant l'accès aux grandes villes d'Europe et Afrique (Paris, Lisbonne, Le Cap)
- Technologie 100 G à l’épreuve du temps
- Capacité nominale augmentée = 20 térabit par seconde
- Capacité maximale de 12,8 Tbps à la conception
- Capacité éclairée = 1,6 térabit/s par seconde
- Capacités initiales = 200 Gbit/s sur le segment 1, 160 Gbit/s sur les segments 2 et 3
- Plus long DLS (digital link segment) = 4 400 kilomètres (Penmarch - Dakar)
- Faible latence = 145 ms (fibres omnibus)
- Utilise le multiplexage en longueur d'onde (Wavelength Division Multiplexing ou WDM)

## Source
- Article de Reuters
- Africa Coast to Europe project (communiqué de Orange)
- Site internet d' ACE-Africa Coast to Europe